# Medinilla compacta
Medinilla compacta är en tvåhjärtbladig växtart som beskrevs av Reinier Cornelis Bakhuizen van den Brink. Medinilla compacta ingår i släktet Medinilla och familjen Melastomataceae. Inga underarter finns listade i Catalogue of Life.